# Цаар, Ицхок
Цаар Ицхок (псевдоним, настоящее имя — Рабинович Ицхок-Зелиг Абрамович; 1 декабря 1884, Куренец, Виленская губерния — 3 октября 1957, США) — еврейский журналист, издатель.

## Биография
Родился в семье Авраама-Леона Рабиновича и Леи-Фрумы Амдурской. До 14 лет учился в хедере и иешиве. В начале 1906 опубликовал в сионистской петербургской газете «Еврейская жизнь» ряд теоретических статей, таких как: «Ди национале виршафтн ун ди територие» («Народное хозяйство и территории»), «Ди статик ун динамик фюн идишн пролетариат» («Статистика и динамика среди еврейского пролетариата»), «Проблем фюн дер идишн вирклекейт» («Проблемы еврейской реальности») и «Дрейсте геданкен, пахдониш вертер». В 1907 писал статьи для русскоязычных еврейских периодических изданий «Еврейская мысль» и «Рассвет» (Санкт-Петербург). Был соредактором (совместно с Ицхоком Бен-Цви) официального органа рабочего сионизма «Пролетаришер геданк» и «Форвертс» (Вильно).
Лидер левого сионистского движения, делегат 8-го Сионистского конгресса в Гааге (1907). Был приглашен в США для участия в издании еженедельной сионистской газеты «Дер идишер кемфер» (Нью-Йорк). Изучал медицину в Чикаго (1910) и право в Миннеаполисе (1913). В 1919—1920 изучал философию в университете Мехико. Принимал участие в издании «Дер Тог», «Моргн-журнал», «Ди цайт», «Вархайт», «Дер идишер арбейтер» и т. д. В 1909—1913 — в Чикаго, сотрудничал в газете «Еврейский курьер»; в 1913—1914 издавал газету «Фолькфехтер» в Миннеаполисе. В 1920 делегат 5-й Всемирной сионистской конференции в Вене. В 1920—1922 жил в Европе, являлся членом Исполкома Всемирной сионистской конфедерации. С 1922 издавал газету «Дер идишер арбейтер», с 1924 главный редактор коллегии журнала «Джуиш морнинг джорнэл» (Нью-Йорк). Издавал также ежемесячный журнал «Авангард» на английском языке.